# Port lotniczy Afutara
Port lotniczy Afutara (ang. Afutara Airport) – port lotniczy zlokalizowany w miejscowości Afutara, na Wyspach Salomona.